# Moenkhausia bonita
Moenkhausia bonita är en fiskart som beskrevs av Benine, Castro och Sabino 2004. Moenkhausia bonita ingår i släktet Moenkhausia och familjen Characidae. Inga underarter finns listade i Catalogue of Life.